# المداح: أسطورة العشق
المداح: أسطورة العشق هو مسلسل رعب و دراما و خيال و تشويق مصري من المقرر عرضه في شهر رمضان عام 1444 هـ، وهو الجزء الثالث من مسلسل المداح والذي عرض في عام 2021، من بطولة حمادة هلال وهبة مجدي وخالد سرحان ودنيا عبد العزيز، من تأليف أمين جمال ووليد أبو المجد ومن إخراج أحمد سمير فرج.

## قصة المسلسل
بعد ساعات من ولادة طفله، يجد صابر المداح نفسه على وشك خوض حرب جديدة مع الجن، حيث يشكل ابنه خطرًا كبيرًا على حياة صابر ومن حوله.

## طاقم التمثيل
- حمادة هلال في دور «صابر المداح»
- هبة مجدي في دور «رحاب»
- محمد رياض في دور «هايم»
- حنان سليمان في دور «صفاء»
- لوسي في دور «هند بنت الأحمر»
- يسرا اللوزي في دور «تاج»
- خالد سرحان في دور «حسن سلام»
- أحمد ماهر في دور «سليم»
- دنيا عبد العزيز في دور «منال»
- خالد زكي في دور «إبراهيم رشدي»
- محمد عز في دور «زين»
- عصام السقا في دور «عصام»
- أحمد بدير في دور «الشيخ سلام»
- سلمى أبو ضيف في دور «أمينة»

## فريق العمل
- تأليف: أمين جمال، وليد أبو المجد
- إخراج: أحمد سمير فرج
- إنتاج: مروى غروب (Marwa Group)

## أجزاء أخرى
- المداح (الجزء الأول)
- المداح أسطورة الوادي (الجزء الثاني)
- المداح أسطورة العودة (الجزء الرابع)
- المداح أسطورة العهد (الجزء الخامس)